# Eremogeton
Eremogeton, monotipski biljni rod iz porodice strupnikovki. Jedina vrsta je E. grandiflorus, drvo ili grm iz južnog Meksika (Chiapas) i Gvatemale. 

## Opis
Rod i vrsta opisani su u Ceiba 3: 172, 1953.

## Sinonimi
- Ghiesbreghtia A.Gray; Proc. Amer. Acad. Arts 8: 629 (1873)
- Ghiesbreghtia grandiflora A.Gray; Proc. Amer. Acad. Arts 8: 630 (1873)